# Fred Stolle
Pour les articles homonymes, voir Stolle.
Frederick Sydney Stolle, dit Fred Stolle, né le 8 octobre 1938 à Hornsby en Nouvelle-Galles du Sud et mort le 5 mars 2025 à Palm Desert, est un joueur de tennis australien, dont la carrière s'étend de la fin des années 1950 au début des années 1980.
Il remporte trente-neuf titres en simple, dont deux titres du Grand Chelem, ainsi que dix titres majeurs en double messieurs et sept titres en double mixte.
Désigné numéro deux mondial en simple au terme de la saison 1966, Stolle s’impose à Roland-Garros en 1965 et à l'US National en 1966. Il atteint également  les finales du Championnat d'Australie en 1964 et 1965, ainsi qu'à Wimbledon en 1964, 1965 et 1966.
C'est en double messieurs que Stolle se distingue le mieux, atteignant seize finales de tournois majeurs pour un total de dix victoires, associé à de grands noms du tennis australien tels que Bob Hewitt, Roy Emerson ou Ken Rosewall.
Avec l'équipe d'Australie, il remporte la Coupe Davis à trois reprises, de 1964 à 1966.
Fred Stolle est membre du International Tennis Hall of Fame depuis 1985.

## Biographie
En 1951, Fred Stolle assiste comme ramasseur de balles à la finale de la Coupe Davis opposant les États-Unis à l'Italie. Il décide alors d'abandonner le cricket et le rugby afin de se concentrer sur le tennis.
C'est grâce au soutien de sa famille qu'il participe à sa première tournée Européenne en 1960. Il obtient ses premières victoires significatives en 1962 au Caire et à Bristol puis s'adjuge deux titres en Amérique à South Orange et Southampton. Il enchaîne les victoires en Europe en 1963 qui l'amènent jusqu'en finale du tournoi de Wimbledon contre Chuck McKinley.
L'année 1964 restera l'une de ses plus abouties puisqu'il remporte deux Grand Chelem en double avec Bob Hewitt et parvient en finale à trois reprises dans les majeurs à Brisbane, Wimbledon et Forest Hills. C'est son compatriote Roy Emerson qui lui barrera la route à chaque fois lors du match ultime. Il a cependant deux fois l'occasion de prendre sa revanche sur celui-ci lorsqu'il remporte en fin de saison les championnats du Queensland et des Nouvelle-Galles du Sud.
Toujours face à sa bête noire mais grand ami Emerson, il passe proche de remporter le Championnat d'Australie 1965, cédant en cinq manches (7-9, 2-6, 6-4, 7-5, 6-1). Il obtient la consécration en mai en s'imposant en simple aux Internationaux de France contre Tony Roche (3-6, 6-0, 6-2, 6-3) après avoir défait John Newcombe et Cliff Drysdale, ainsi qu'en double avec Roy Emerson. Celui-ci l'empêchera de triompher à Wimbledon, perdant ainsi une troisième fois consécutive en finale (6-2, 6-4, 6-4). Il se reprend sur le continent américain avec des victoires à South Orange, Baltimore et à Forest Hills en double.
Moins performant en 1966 avec pour seul résultat notable un titre au championnat d'Allemagne, il ne parvient pas à convaincre les organisateurs de l'US National de lui octroyer un statut de tête de série. Il en profite pour déjouer les pronostics en écartant successivement les Américains Dennis Ralston et Clark Graebner, puis ses compatriotes Emerson et Newcombe. Cette victoire lui vaut d'être classé à l'issue de la saison au 2e rang mondial.
Stolle décide de passer professionnel en 1967, mais se montre moins performant face aux habitués Rod Laver et Ken Rosewall qui dominent alors ce circuit fermé. De retour l'année suivante dans les tournois Open, il obtient quelques victoires de marque à Beckenham ou encore au Queen's, ainsi qu'un dernier Majeur à l'US Open 1969 en double avec Rosewall. Il reste actif jusqu'en 1974 mais continue à faire quelques apparitions en Grand Chelem, la dernière en simple à Wimbledon en 1978 et en double à l'US Open en 1983.
Fred Stolle fait partie de l'équipe australienne vainqueur de la Coupe Davis 1961 mais ne joue aucun match durant la rencontre. Il retrouve le groupe en 1964 en remplacement de Neale Fraser. Malgré sa défaite initiale face à Chuck McKinley dans le premier simple du Challenge Round, il contribue à la victoire de l'équipe en dominant Dennis Ralston bien qu'en ayant perdu le double la veille avec Emerson. Toujours aux côtés de Newcombe, Roche et Emerson, il participe aux succès en 1965 contre l'Espagne de Manuel Santana et 1966 face à l'Inde de Ramanathan Krishnan. Il possède un bilan de 13 victoires pour 3 défaites durant ces trois campagnes.
Avec sa grande taille (1 m 90) et sa bonne condition physique, le jeu de Fred Stolle se distinguait principalement par la puissance de son service et la précision de ses volées, dans le pur style des joueurs de l'âge d'or du tennis australien. Surnommé « Fiery », il était une figure populaire du circuit au milieu des années 1960.
Après son retrait des courts, Stolle a entraîné Vitas Gerulaitis entre 1977 et 1983, l'accompagnant régulièrement en double sur le circuit. Résidant aux États-Unis, il a ensuite eu une longue carrière de commentateur à la télévision, notamment aux côtés de Cliff Drysdale pour ESPN pendant une vingtaine d'années. Il a aussi travaillé pour Nine Network, CBS et Fox Sports.
Membre du International Tennis Hall of Fame depuis 1985 et du Sport Australia Hall of Fame en 1988, il a reçu la Médaille australienne des Sports en 2000 et est devenu Officier de l'ordre de l'Australie en 2005. En 2020, il est récompensé de l'ITF Philippe Chatrier Award.
Marié à Pat, il a eu deux filles et un fils, Sandon qui a été n°2 mondial de double.

## Parcours dans les tournois duGrand Chelem

### En simple
| Année | Open d'Australie | Open d'Australie | Internationaux de France | Internationaux de France | Wimbledon       | Wimbledon       | US Open         | US Open          |
| ----- | ---------------- | ---------------- | ------------------------ | ------------------------ | --------------- | --------------- | --------------- | ---------------- |
| 1958  | 1er tour (1/16)  | Rod Laver        | —                        | —                        | —               | —               | —               | —                |
| 1959  | —                | —                | —                        | —                        | —               | —               | —               | —                |
| 1960  | 1er tour (1/16)  | Greg Hughes      | 2e tour (1/32)           | Giuseppe Merlo           | 1er tour (1/64) | Pierre Darmon   | —               | —                |
| 1961  | 1/2 finale       | Roy Emerson      | 3e tour (1/16)           | Mike Sangster            | 2e tour (1/32)  | Martin Mulligan | —               | —                |
| 1962  | 1/4 de finale    | Neale Fraser     | 1/8 de finale            | Martin Mulligan          | 3e tour (1/16)  | Roy Emerson     | 2e tour (1/32)  | Gordon Forbes    |
| 1963  | 1/2 finale       | Ken Fletcher     | 2e tour (1/32)           | Mike Sangster            | Finale          | Chuck McKinley  | —               | —                |
| 1964  | Finale           | Roy Emerson      | 1/8 de finale            | Ron Barnes               | Finale          | Roy Emerson     | Finale          | Roy Emerson      |
| 1965  | Finale           | Roy Emerson      | Victoire                 | Tony Roche               | Finale          | Roy Emerson     | 2e tour (1/32)  | Charlie Pasarell |
| 1966  | 1/2 finale       | Arthur Ashe      | 1/4 de finale            | Cliff Drysdale           | 2e tour (1/32)  | Bob Hewitt      | Victoire        | John Newcombe    |
| 1967  | —                | —                | —                        | —                        | —               | —               | —               | —                |
| 1968  | —                | —                | 2e tour (1/32)           | Boro Jovanović           | 1/8 de finale   | Clark Graebner  | 2e tour (1/32)  | Peter Curtis     |
| 1969  | 1/4 de finale    | Rod Laver        | 1/4 de finale            | Ken Rosewall             | 1/8 de finale   | John Newcombe   | 1/4 de finale   | John Newcombe    |
| 1970  | —                | —                | —                        | —                        | 1er tour (1/64) | Cliff Drysdale  | 3e tour (1/16)  | Dennis Ralston   |
| 1971  | 1/8 de finale    | Arthur Ashe      | —                        | —                        | 1/8 de finale   | Ken Rosewall    | —               | —                |
| 1972  | —                | —                | —                        | —                        | —               | —               | 1/4 de finale   | Ilie Năstase     |
| 1973  | —                | —                | —                        | —                        | —               | —               | —               | —                |
| 1974  | —                | —                | —                        | —                        | —               | —               | —               | —                |
| 1975  | —                | —                | —                        | —                        | —               | —               | 1er tour (1/64) | Bob Hewitt       |
| 1976  | —                | —                | —                        | —                        | —               | —               | —               | —                |
| 1977  | —                | —                | —                        | —                        | —               | —               | 2e tour (1/32)  | Manuel Orantes   |
| 1978  | —                | —                | —                        | —                        | 1er tour (1/64) | Ove Bengtson    | —               | —                |

N.B. : à droite du résultat se trouve le nom de l'ultime adversaire.

### En double
Parcours en double à partir de 1968.
| Année | Open d'Australie          | Open d'Australie    | Internationaux de France    | Internationaux de France | Wimbledon                   | Wimbledon              | US Open                     | US Open                 |
| ----- | ------------------------- | ------------------- | --------------------------- | ------------------------ | --------------------------- | ---------------------- | --------------------------- | ----------------------- |
| 1968  | —                         | —                   | Victoire K. Rosewall        | R. Emerson R. Laver      | Finale K. Rosewall          | J. Newcombe T. Roche   | 1/8 de finale K. Rosewall   | R. Taylor C. Drysdale   |
| 1969  | Finale K. Rosewall        | R. Emerson R. Laver | 1/4 de finale K. Rosewall   | I. Năstase I. Țiriac     | 1/8 de finale K. Rosewall   | D. Crealy A. Stone     | Victoire K. Rosewall        | C. Pasarell D. Ralston  |
| 1970  | —                         | —                   | —                           | —                        | Finale K. Rosewall          | J. Newcombe T. Roche   | 1/2 finale K. Rosewall      | R. Emerson R. Laver     |
| 1971  | 1/4 de finale K. Rosewall | A. Ashe D. Ralston  | —                           | —                        | 1/4 de finale K. Rosewall   | A. Ashe D. Ralston     | —                           | —                       |
| 1972  | —                         | —                   | —                           | —                        | —                           | —                      | 1/8 de finale K. Rosewall   | J. Alexander P. Dent    |
| 1973  | —                         | —                   | —                           | —                        | —                           | —                      | —                           | —                       |
| 1974  | —                         | —                   | —                           | —                        | —                           | —                      | —                           | —                       |
| 1975  | —                         | —                   | —                           | —                        | —                           | —                      | 1er tour (1/32) C. Graebner | J. Gisbert M. Orantes   |
| 1976  | —                         | —                   | —                           | —                        | —                           | —                      | 1/8 de finale C. Graebner   | M. Riessen T. Okker     |
| 1977  | —                         | —                   | —                           | —                        | —                           | —                      | —                           | —                       |
| 1978  | —                         | —                   | —                           | —                        | 1er tour (1/32) D. Ralston  | R. Case G. Masters     | 2e tour (1/16) J. Newcombe  | G. Masters R. Case      |
| 1979  | —                         | —                   | 1er tour (1/32) D. Ralston  | B. Carmichael B. Teacher | 1er tour (1/32) C. Pasarell | D. Collings J. Trickey | 1/2 finale R. Emerson       | R. Lutz S. Smith        |
| 1980  | —                         | —                   | 1/4 de finale V. Gerulaitis | V. Amaya H. Pfister      | 1/8 de finale V. Gerulaitis | V. Amaya H. Pfister    | 1/4 de finale H. Günthardt  | P. McNamara P. McNamee  |
| 1981  | —                         | —                   | —                           | —                        | —                           | —                      | 1/2 finale J. Newcombe      | P. Fleming J. McEnroe   |
| 1982  | —                         | —                   | —                           | —                        | —                           | —                      | 2e tour (1/16) J. Newcombe  | B. Gottfried R. Ramírez |
| 1983  | —                         | —                   | —                           | —                        | —                           | —                      | 1er tour (1/32) J. Newcombe | B. Manson A. Pattison   |

N.B. : le nom du ou de la partenaire se trouve sous le résultat ; le nom des ultimes adversaires se trouve à droite.